# فرودگاه آدیسون
فرودگاه آدیسون (به انگلیسی: Addison Airport) یک فرودگاه همگانی بهره‌برداری هوایی با کد یاتا ADS است که یک باند فرود بتن دارد و طول باند آن ۲۱۹۵ متر است. این فرودگاه در شهر آدیسون، تگزاس کشور ایالات متحده آمریکا قرار دارد .